# Julimonarchie
De Julimonarchie (Frans: Monarchie de Juillet),  was een periode van een liberale constitutionele monarchie in Frankrijk onder koning Lodewijk Filips, vanaf de Julirevolutie in 1830 tot de Februarirevolutie in 1848. 

## Ontstaan
De periode begon met de omverwerping van het reactionaire bewind van koning Karel X en zijn hoofdlijn van het Huis Bourbon, wat het einde van de Restauratie betekent. 
Lodewijk Filips, hertog van Orléans, was het hoofd van de traditioneel liberalere Orléans-tak van het Huis Bourbon. Nadat Karel X als gevolg van de Julirevolutie uit Parijs was gevlucht ontving hij op 30 juli 1830 van de Kamer van afgevaardigden de koninklijke macht met de titel "luitenant-generaal van het Koninkrijk". 
Op 7 augustus werd het constitutioneel handvest van 1814 (de grondwet) herzien en twee dagen later legde de hertog van Orléans de eed af als nieuwe koning.

## Kenmerken
De veranderingen met het regime van de Restauratie waren in de eerste plaats symbolisch. De monarch droeg de titel "Koning der Fransen" in plaats van "Koning van Frankrijk en Navarra". Hij was koning "bij de gratie Gods en de nationale wil" (daarvoor enkel "bij de gratie Gods") en werd niet langer gezalfd in Reims, maar legde een eed af op het constitutioneel handvest, dat werd geacht een pact te zijn tussen de koning en het volk, en niet langer een concessie van de monarch.
Een belangrijke symbolische verandering was het herstel van de Franse driekleur als nationale vlag. Daarmee erkende de Julimonarchie openlijk de verworvenheden van de Franse Revolutie.
Het karakter van de constitutionele monarchie (dat al bestond in het handvest van 1814, maar uitgehold was door Karel X, die ordonnanties "voor de staatsveiligheid" uitgevaardigde die tegen de grondwet ingingen) werd versterkt: de koning mocht de wetten niet schorsen. De macht van het parlement vergrootte. Voor de Kamer van afgevaardigden werd het censuskiesrecht uitgebreid, maar het aantal kiezers nam niet spectaculair toe (velen hadden algemeen stemrecht gewild). Daarnaast bleef een Kamer van pairs bestaan, bestaande uit edelen die door de koning voor het leven werden benoemd of die hun zetel hadden geërfd. Die erfelijkheid zou kort daarop worden afgeschaft. De persvrijheid werd versterkt en het katholicisme hield op staatsgodsdienst te zijn.

## De praktijk
Lodewijk Filips maakte in januari 1831 het ideaal van het nieuwe regime duidelijk met de uitspraak: "We zullen proberen in het juste milieu (juiste midden) te blijven, op gelijke afstand van de excessen van volkse macht en de misbruiken van koninklijke macht." 
De constitutionele monarchie was daarmee vastgelegd, maar van een zuiver parlementair regime was niet echt sprake. Ondanks de bekende formule "de koning heerst, maar regeert niet" die de staatsman Adolphe Thiers toen formuleerde, zei Lodewijk Filips dat hij geen marionet wilde zijn. Hij hield zich voortdurend met regeringskwesties bezig, benoemde ministers naar eigen inzicht en oefende grote druk uit op de politici (een dergelijke regeringsvorm werd orléanistisch geheten). Veel parlementsleden kregen van hem een staatsambt, dat ze met hun parlementair mandaat mochten combineren, waardoor hij invloed op hen kreeg. 
Intussen trad de overheid repressief op tegenover tegenstanders van het regime; zowel van rechts (de legitimisten of reactionaire monarchisten) als (vooral) van links (revolutionaire republikeinen). Het recht van vergadering bleef zeer beperkt. 
Onder de Julimonarchie kende Frankrijk een begin van industrialisering, waardoor de verpauperde arbeidersklasse sterk uitbreidde. Het gevolg was schrijnende armoede en een toenemende agitatie van arbeiders, met stakingen en betogingen, die door het regime werden onderdrukt en de populariteit ervan deden afnemen. 
De Julimonarchie steunde dan ook op de eerste plaats op de rijke burgerij en had de bedoeling om dat zo te houden. Bekend is de uitspraak Enrichissez-vous ("Maak u rijk") van Lodewijk Filips' favoriete premier François Guizot, gericht aan diegenen die te arm waren om te mogen stemmen. 